# Los Berros
Los Berros es una localidad argentina, ubicada en el centro sur de la provincia de San Juan.En la localidad se explotan el mármol y la piedra caliza, y se obtiene cal para abastecer la demanda de la industria provincial e, incluso, para exportar al país vecino de Chile. Se trata de una zona con una rica historia en caleras, Se producen distintos productos cuyos usos son muy variados. Carbonato de calcio, cal viva, cal hidratada, dolomías y cal dolomítica viva 
Está asentada en el pie de la precordillera de San Juan, fuera del oasis agrícola del valle del Tulúm. al sur de la ciudad de San Juan. Es un distrito del departamento Sarmiento, emplazada en el noroeste de dicha jurisdicción, al oeste de la localidad de Media Agua. Se encuentra en el kilómetro 21 de la Ruta Nacional 153. 

## Población
De acuerdo a datos oficiales del municipio, Los Berros tenía 4266 habitantes en 2015, lo que constituía el 18% de la población del departamento.

## Economía
Se destaca por su importante actividad minera. Se explotan mármol y piedra caliza y se obtienen cantidades importantes de cal para abastecer la demanda provincial. La localidad tiene una larga tradición en caleras y se pueden visitar los primeros hornos y seguir la evolución de la industria calera a lo largo de las décadas.

## Sismicidad
La sismicidad del área de Cuyo (centro oeste de Argentina) es frecuente y de intensidad baja, y un silencio sísmico de terremotos medios a graves cada 20 años en distintas áreas aleatorias.

### Terremoto de Caucete 1977
El 23 de noviembre de 1977, la región fue asolada por un terremoto y que dejó como saldo lamentable algunas víctimas, y un porcentaje importante de daños materiales en edificaciones.
El Día de la Defensa Civil fue asignado por un decreto recordando el sismo que destruyó la ciudad de Caucete el 23 de noviembre de 1977, con más de 40.000 víctimas sin hogar. No quedaron registros de fallas en tierra, y lo más notable efecto del terremoto fue la extensa área de licuefacción (posiblemente miles de km²).
El efecto más dramático de la licuefacción se observó en la ciudad, a 70 km del epicentro: se vieron grandes cantidades de arena en las fisuras de hasta 1 m de ancho y más de 2 m de profundidad. En algunas de las casas sobre esas fisuras, el terreno quedó cubierto de más de 1 dm de arena.

#### Sismo de 1861
Aunque dicha actividad geológica ocurre desde épocas prehistóricas, el terremoto del 20 de marzo de 1861 señaló un hito importante dentro de la historia de eventos sísmicos argentinos ya que fue el más fuerte registrado y documentado en el país. A partir del mismo la política de los sucesivos gobiernos mendocinos y municipales han ido extremando cuidados y restringiendo los códigos de construcción. Y con el terremoto de San Juan de 1944 del 15 de enero de 1944 (81 años) el gobierno sanjuanino tomó estado de la enorme gravedad sísmica de la región.

## Imágenes

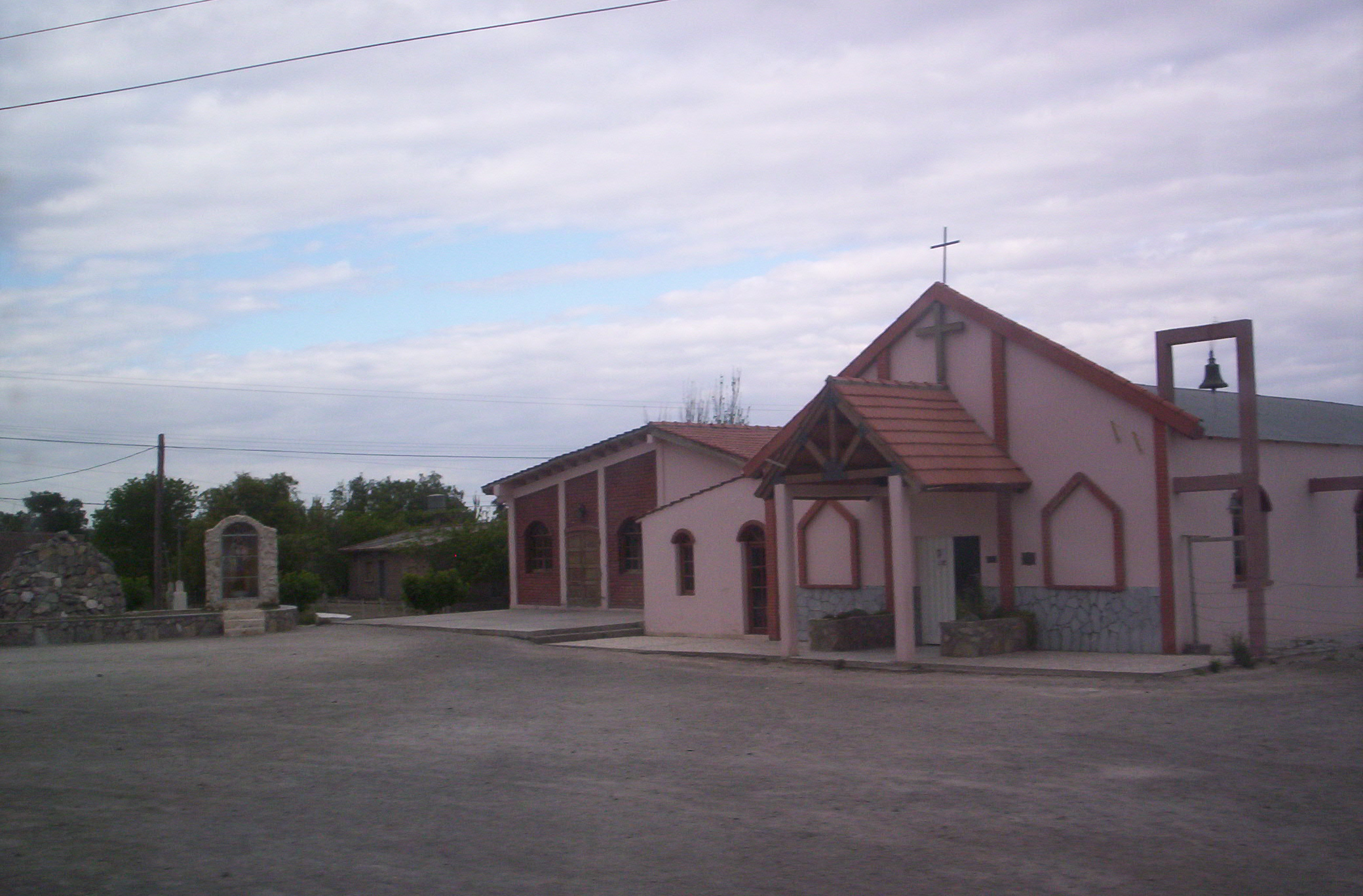
Iglesia matriz de Los Berros
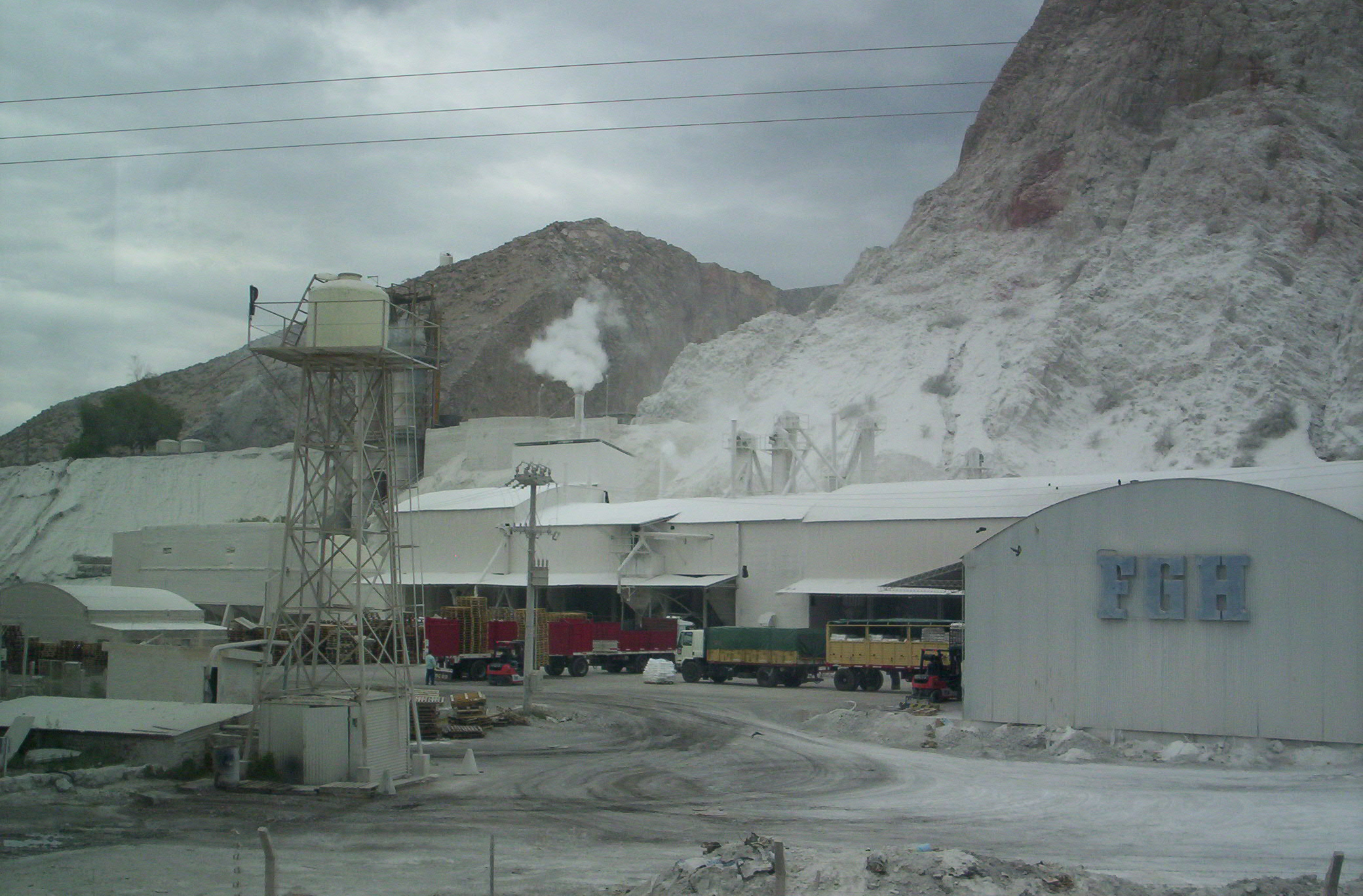
Producción de cal en Los Berros
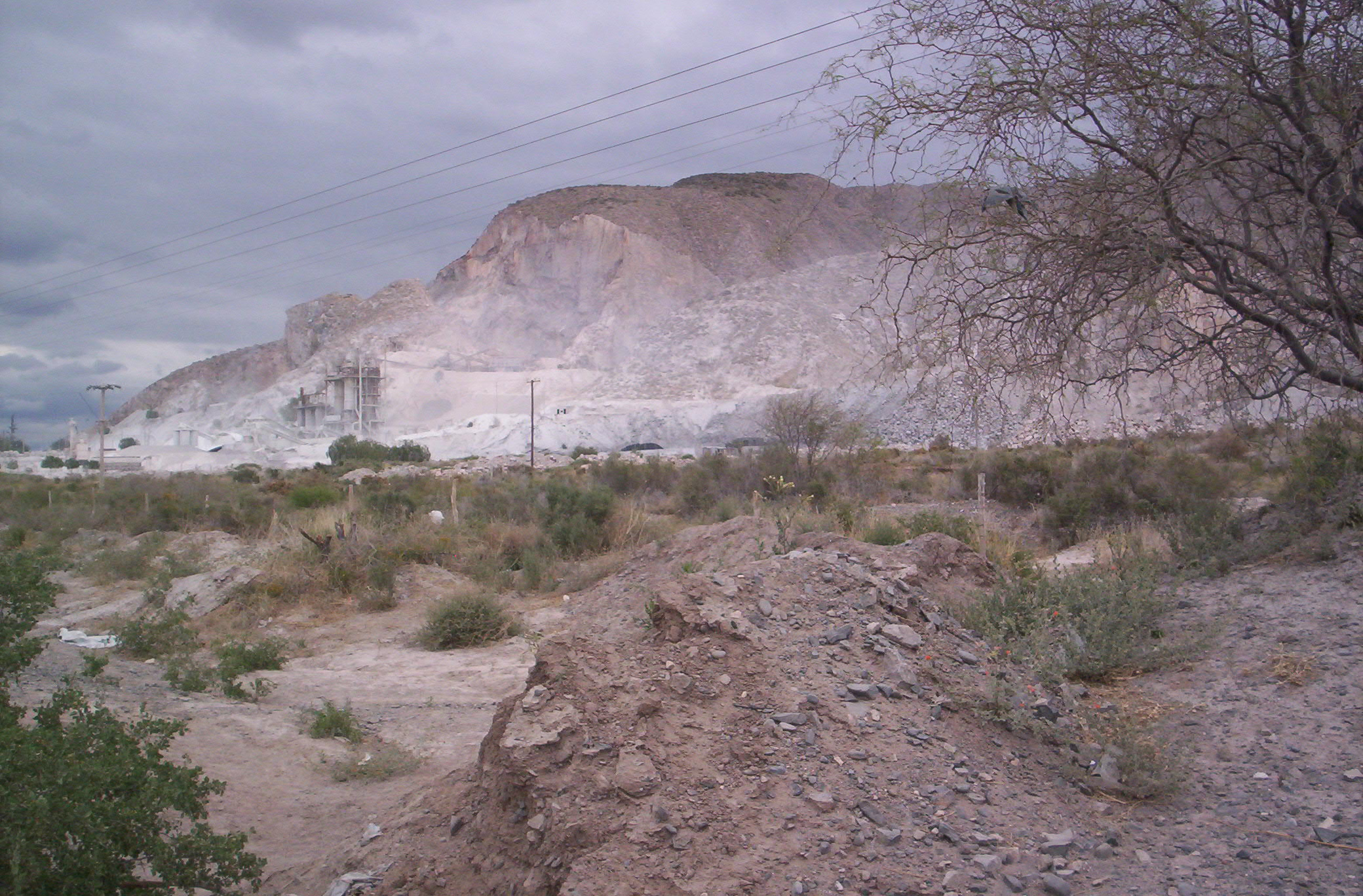
Explotación de caliza en Los Berros

## Parroquias de la Iglesia católica en Los Berros
| Arquidiócesis | San Juan de Cuyo          |
| ------------- | ------------------------- |
| Parroquia     | Nuestra Señora del Carmen |